# باتريك يوهانسون
باتريك يوهانسون (بالإنجليزية: Patrick Johansson)‏ هو طبال أمريكي، ولد في 29 مارس 1976 في فالون في السويد.

## وصلات خارجية
- الموقع الرسمي